# هنريك دالسجارد
هنريك دالسجارد (بالدنماركية: Henrik Dalsgaard)‏ (بالدنماركية: Henrik Dalsgaard) (و. 1989  م) هو لاعب كرة قدم، من الدنمارك، ولد في سلاجقة الروم، شارك في كأس العالم لكرة القدم 2018، يلعب كمهاجم.

## روابط خارجية
- هنريك دالسجارد على موقع الاتحاد الدولي (مؤرشف)  (الإنجليزية)
- هنريك دالسجارد على موقع الاتحاد الأوربي (الإنجليزية)
- هنريك دالسجارد على موقع قاعدة بيانات كرة القدم.إي يو (الإنجليزية)
- هنريك دالسجارد على موقع ناشيونال فوتبول تيمز (الإنجليزية)
- هنريك دالسجارد على موقع Soccerbase.com (لاعب) (الإنجليزية)
- هنريك دالسجارد على موقع Soccerway.com (الإنجليزية)
- هنريك دالسجارد على موقع عالم كرة القدم.نت (الإنجليزية)
- هنريك دالسجارد على موقع AS.com (الإسبانية)